# 亨普希爾山
70°59′S 165°6′E / 70.983°S 165.100°E
亨普希爾山是南極洲的山峰，位於維多利亞地的彭內爾海岸，屬於阿納雷山脈的一部分，處於麥克林冰川和埃貝冰川之間，海拔高度超過1,800米。